# Neuseeländische Fußballnationalmannschaft (U-20-Frauen)
Die neuseeländische U-20-Fußballnationalmannschaft der Frauen repräsentiert Neuseeland im internationalen Frauenfußball. Die Nationalmannschaft untersteht New Zealand Football und wird seit Sommer 2019 von Gemma Lewis trainiert. Der Spitzname der Mannschaft ist Junior Football Ferns.
Die Mannschaft tritt bei der U-20-Ozeanienmeisterschaft und der U-20-Weltmeisterschaft für Neuseeland an. Seit dem Wechsel Australiens zur asiatischen Konföderation im Jahr 2006 konnte die neuseeländische U-20-Auswahl jede Austragung der Ozeanienmeisterschaft gewinnen und ist damit die mit Abstand erfolgreichste U-20-Nationalmannschaft in Ozeanien. Seit 2006 qualifizierte sich das Team für jede U-20-Weltmeisterschaft, überstand jedoch nur 2014 die Gruppenphase und schied im Viertelfinale gegen Nigeria aus.

## Turnierbilanz

### Weltmeisterschaft
| Jahr   | Gastgeber       | Platzierung        |
| ------ | --------------- | ------------------ |
| 2002   | Kanada          | nicht qualifiziert |
| 2004   | Thailand        | nicht qualifiziert |
| 2006   | Russland        | Gruppenphase       |
| 2008   | Chile           | Gruppenphase       |
| 2010   | Deutschland     | Gruppenphase       |
| 2012   | Japan           | Viertelfinale      |
| 2014   | Kanada          | Gruppenphase       |
| 2016   | Papua-Neuguinea | Gruppenphase       |
| 2018   | Frankreich      | Gruppenphase       |
| 2020 1 | Costa Rica 1    | – 1                |
| 2022   | Costa Rica      | Gruppenphase       |

### Ozeanienmeisterschaft
| Jahr   | Gastgeber       | Platzierung        |
| ------ | --------------- | ------------------ |
| 2002   | Tonga           | 2. Platz           |
| 2004   | Papua-Neuguinea | nicht teilgenommen |
| 2006   | Samoa           | Ozeanienmeister    |
| 2010   | Neuseeland      | Ozeanienmeister    |
| 2012   | Neuseeland      | Ozeanienmeister    |
| 2014   | Neuseeland      | Ozeanienmeister    |
| 2015   | Tonga           | Ozeanienmeister    |
| 2017   | Neuseeland      | Ozeanienmeister    |
| 2019   | Cookinseln      | Ozeanienmeister    |
| 2022 2 | – 2             | – 2                |

## Höchste Siege
|    | Datum             | Ort        | Gegner             | Ergebnis | Anlass                     |
| -- | ----------------- | ---------- | ------------------ | -------- | -------------------------- |
| 01 | 31. August 2019   | Rarotonga  | Samoa              | 30:0     | Ozeanienmeisterschaft 2019 |
| 02 | 3. Oktober 2015   | Nukuʻalofa | Neukaledonien      | 26:0     | Ozeanienmeisterschaft 2015 |
| 03 | 5. Oktober 2015   | Nukuʻalofa | Vanuatu            | 18:0     | Ozeanienmeisterschaft 2015 |
| 04 | 1. Mai 2002       | Nukuʻalofa | Tonga              | 15:0     | Ozeanienmeisterschaft 2002 |
| 04 | 1. Oktober 2015   | Nukuʻalofa | Tonga              | 15:0     | Ozeanienmeisterschaft 2015 |
| 06 | 14. April 2012    | Māngere    | Samoa              | 12:0     | Ozeanienmeisterschaft 2012 |
| 06 | 18. Februar 2014  | Māngere    | Vanuatu            | 12:0     | Ozeanienmeisterschaft 2014 |
| 06 | 11. Juli 2017     | Auckland   | Papua-Neuguinea    | 12:0     | Ozeanienmeisterschaft 2017 |
| 06 | 17. Juli 2017     | Auckland   | Neukaledonien      | 12:0     | Ozeanienmeisterschaft 2017 |
| 06 | 6. September 2019 | Rarotonga  | Amerikanisch-Samoa | 12:0     | Ozeanienmeisterschaft 2019 |
| 11 | 2. April 2006     | Apia       | Vanuatu            | 11:0     | Ozeanienmeisterschaft 2006 |
| 11 | 25. Januar 2010   | Auckland   | Tonga              | 11:0     | Ozeanienmeisterschaft 2010 |
| 11 | 9. September 2019 | Rarotonga  | Vanuatu            | 11:0     | Ozeanienmeisterschaft 2019 |
| 14 | 23. April 2002    | Nukuʻalofa | Samoa              | 10:0     | Ozeanienmeisterschaft 2002 |
| 14 | 10. Oktober 2015  | Nukuʻalofa | Samoa              | 10:0     | Ozeanienmeisterschaft 2015 |